# Cuneo
Cuneo là một thành phố và cộng đồng (comune) thủ phủ tỉnh Cuneo trong vùng Piemonte nước Ý. Cuneo nằm ở chân của Maritime Alps, bên sông Stura di Demonte nơi nó bắt nguồn từ Valle Stura.
Đô thị Cuneo có diện tích 119 ki lô mét vuông, dân số thời điểm 30 tháng 4 năm 2009 là 55.308 người.
Đô thị này có các đơn vị dân cư (frazioni) sau: Bombonina, Borgo San Giuseppe, Cerialdo, Confreria, Madonna delle Grazie, Madonna dell'Olmo, Passatore, Roata Canale, Roata Rossi, Ronchi, San Benigno, San Pietro del Gallo, San Rocco Castagnaretta, Spinetta, Tetti Pesio.
Các đô thị giáp ranh: Boves, Busca, Cervasca, Vignolo, Beinette, Peveragno, Castelletto Stura, Caraglio và Tarantasca.